# Atkinson (Dominica)
Atkinson  es una localidad de Dominica en la parroquia de Saint Andrew. 

## Demografía
Según estimación 2010 contaba con  2.243 habitantes.